# مس (I) سیانید
سینانید مس (I) (به انگلیسی: Copper(I) cyanide) با فرمول شیمیایی CuCN یک ترکیب شیمیایی با شناسه پاب‌کم ۱۱۰۰۹ است. که جرم مولی آن 89.563 g/mol می‌باشد. شکل ظاهری این ترکیب، پودر زرد کمرنگ است.

## نگارخانه

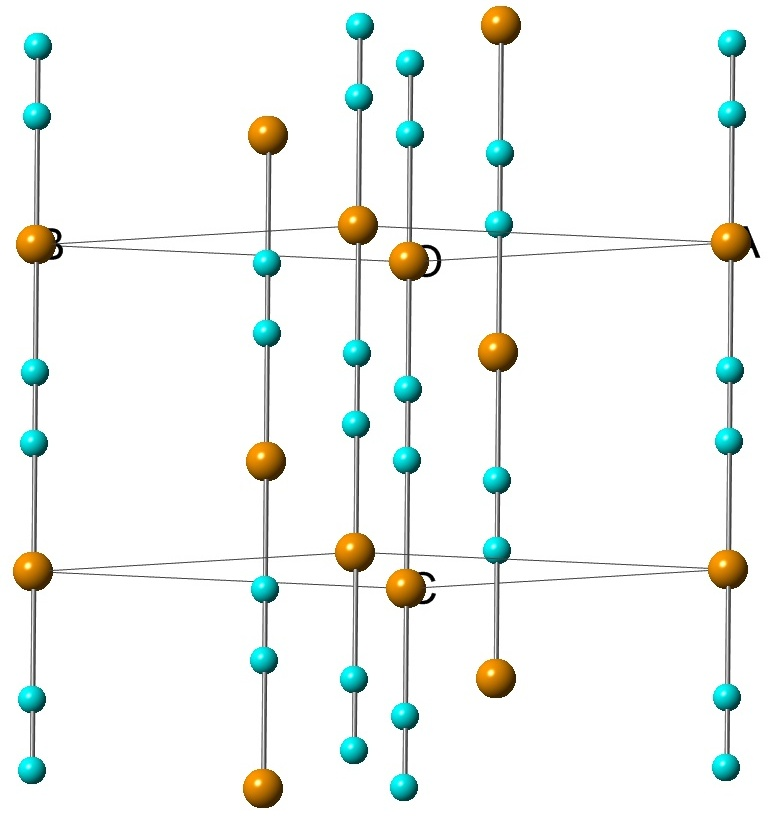
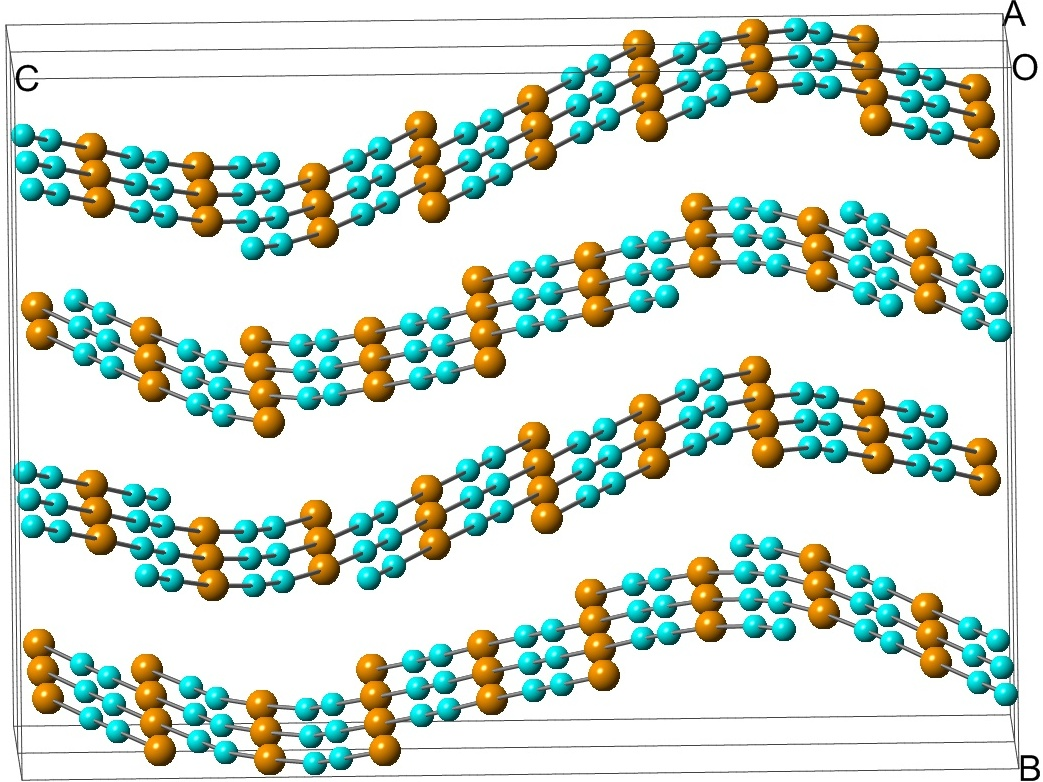